# Linha 3b do Tramway d'Île-de-France
A linha 3b do Tramway d'Île-de-France, ou T3b, é uma linha de tramway ligando em Paris a Porte de Vincennes para a Porte de la Chapelle em um primeiro momento, e posteriormente para a Porte d'Asnières, na extensão da linha T3a (anteriormente T3), inaugurada no final de 2006. Após três anos de obras, a nova linha foi inaugurada em 15 de dezembro de 2012. Esta linha de tramway é operada pela Régie Autonome des Transports Parisiens (RATP).

Plano da linha T3b.

## História

### Cronologia
- de 30 de janeiro de 2006 a 15 de maio de 2006: debate público sobre a extensão de T3 de Porte d'Ivry a Porte de la Chapelle
- 10 de outubro de 2007: traçado definitivamente validado pelo Syndicat des Transports d'Île-de-France (STIF)
- de 28 de abril de 2008 a 7 de junho de 2008: enquete pública
- de 2009 a 2012: realização das obras
- 15 de dezembro de 2012: inauguração entre Porte de Vincennes e Porte de la Chapelle

### Nascimento do projeto

Mapa da extensão prevista do T3 ao leste de Paris.

Desde o lançamento do projeto do tramway des Maréchaux ou TMS, foi considerada uma extensão da linha T3, de 2,4 km para o leste até a Porte de Charenton (debate público de 30 de janeiro a 15 de maio de 2006) no contrato de plano 2000-2006. O tramway deveria atravessar o Sena. O comprimento total seria de 10,4 quilômetros.
A questão do financiamento foi feito para empurrar essa extensão, até que a candidatura de Paris para os Jogos Olímpicos de 2012 englobou este projeto em um mais ambicioso: estender o tramway des Maréchaux até a Porte de la Chapelle, permitindo assim a conexão com o pólo olímpico. Os Jogos também haviam incluído uma extensão para o oeste da Pont du Garigliano até a Porte d'Auteuil.
O fracasso da candidatura parisiense atrasou esses diferentes projetos. No entanto, enquanto que a proposta de extensão para o oeste para a Porte d'Auteuil foi adiada, o projeto de extensão foi para ser mantido; o debate público foi realizado de 30 de janeiro a 15 de maio de 2006. A inauguração deste novo trecho foi então esperado em 2012.
No âmbito do projeto de extensão, diversas variantes têm sido propostas, incluindo a alternativa de deixar a cidade de Paris para servir uma parte de Pantin. Na estação Rosa-Parks, ela deveria dar a correspondência com o RER E e o projeto do T8.
Em setembro de 2007, o traçado da extensão foi escolhido, com uma passagem em nível dos Grands Moulins de Pantin, e foi finalmente validado em 10 de outubro pelo STIF. Este projeto foi posteriormente objeto de uma enquete pública de 28 de abril a 7 de junho de 2008, com o lançamento em linha da enquete.

### Realização das obras
As obras começaram em 2009, e entraram em sua fase ativa em 2010. De março a maio de 2010, o antigo entrepôt Macdonald, o edifício mais longo de Paris entre a Porte de la Villette e a Porte d'Aubervilliers (19.º arrondissement), foi cortado em dois para liberar a passagem do tramway. Este edifício deveria ser convertido de volta para ser parte de um novo bairro até o final de 2013. Ao mesmo tempo, o funil viário da Porte de la Chapelle foi definitivamente fechado em fevereiro de 2010, e coberto em outubro. Em outubro de 2010, os pilares da passarela atravessando o Canal de l'Ourcq foram levantados. O primeiro trilho da nova linha foi simbolicamente soldado em 24 de janeiro de 2011 no boulevard Macdonald na frente de uma centena de representantes dos atores no projeto, incluindo o prefeito de Paris, Bertrand Delanoë, o presidente da região, Jean-Paul Huchon, e o CEO da RATP, Pierre Mongin.
As obras resultaram na conclusão de dezoito estações da linha.

### Nascimento do T3b
No sábado 15 de dezembro de 2012, a longa extensão do tramway des Maréchaux foi cindida em dois trechos, a fim de garantir uma operação adequada da linha.
A primeira seção consiste de uma extensão da antiga linha T3 da Porte d'Ivry para a Porte de Vincennes. Este trecho indo então da Pont du Garigliano para a Porte de Vincennes foi rebatizado com o nome de linha T3a.
O segundo trecho foi operado como uma nova linha autônoma: a linha T3b. Ela parte da Porte de Vincennes para a Porte de la Chapelle. Durante o primeiro fim de semana de operação as linhas T3a e T3b ofereceram um serviço gratuito para seus usuários.
Uma ligação complementar entre o porte de Vincennes e da place de la Nation está em estudo, de acordo com os anúncios feitos por Anne Hidalgo, a prefeita de Paris, em abril de 2014, mas o programa não foi acompanhado de qualquer agenda.

## Projetos de expansão

Plano de linha após a extensões.

### Da Porte de la Chapelle à Porte d'Asnières
Após inúmeras solicitações expressas durante o debate público sobre a extensão do T3, foi planejado estender a linha T3b além da Porte de la Chapelle até a Porte d'Asnières. O deputado Denis Baupin manifestou o desejo de ver esta extensão realizado para 2012 para servir a ZAC Clichy-Batignolles e reduzir a saturação da linha 13 do metrô.
O trabalho de extensão entre a Porte de la Chapelle e a Porte d'Asnières começou em 31 de março de 2014 e deveria continuar até dezembro de 2017.
Em março de 2016, a inauguração foi adiada para o outono de 2018 devido à descoberta de amianto na calçada.

### Da Porte d’Asnières à Porte Dauphine
Em 2010, Annick Lepetit estima que a volta será estendida da porte d’Asnières "pelo menos até a Porte Maillot". Em abril de 2014, a prefeita de Paris, Anne Hidalgo, anunciou o seu desejo de estender o tramway para a Porte Maillot.

### Da Porte Dauphine à Pont du Garigliano
Como resultado de uma forte oposição ao projeto, expressa pelos moradores locais durante o debate público sobre a extensão do T3 entre Pont du Garigliano e Porte d'Auteuil, o projeto de extensão foi adiado sine die. Os habitantes do 16.º arrondissement de Paris consideram que a extensão dos bondes seria de um custo excessivo, não corresponde a uma real demanda por transporte, seria destruidor de espaços de estacionamento e iria prejudicar o comércio local com o tempo da duração das obras. No entanto, em 15 de abril de 2014, a prefeita de Paris, Anne Hidalgo, anunciou sua vontade de estender o trawmay em termo até a Pont du Garigliano.